# Campanula isophylla
Campanula isophylla är en klockväxtart som beskrevs av Giuseppi L. Moretti. Campanula isophylla ingår i släktet blåklockor, och familjen klockväxter. Inga underarter finns listade i Catalogue of Life.

## Bildgalleri

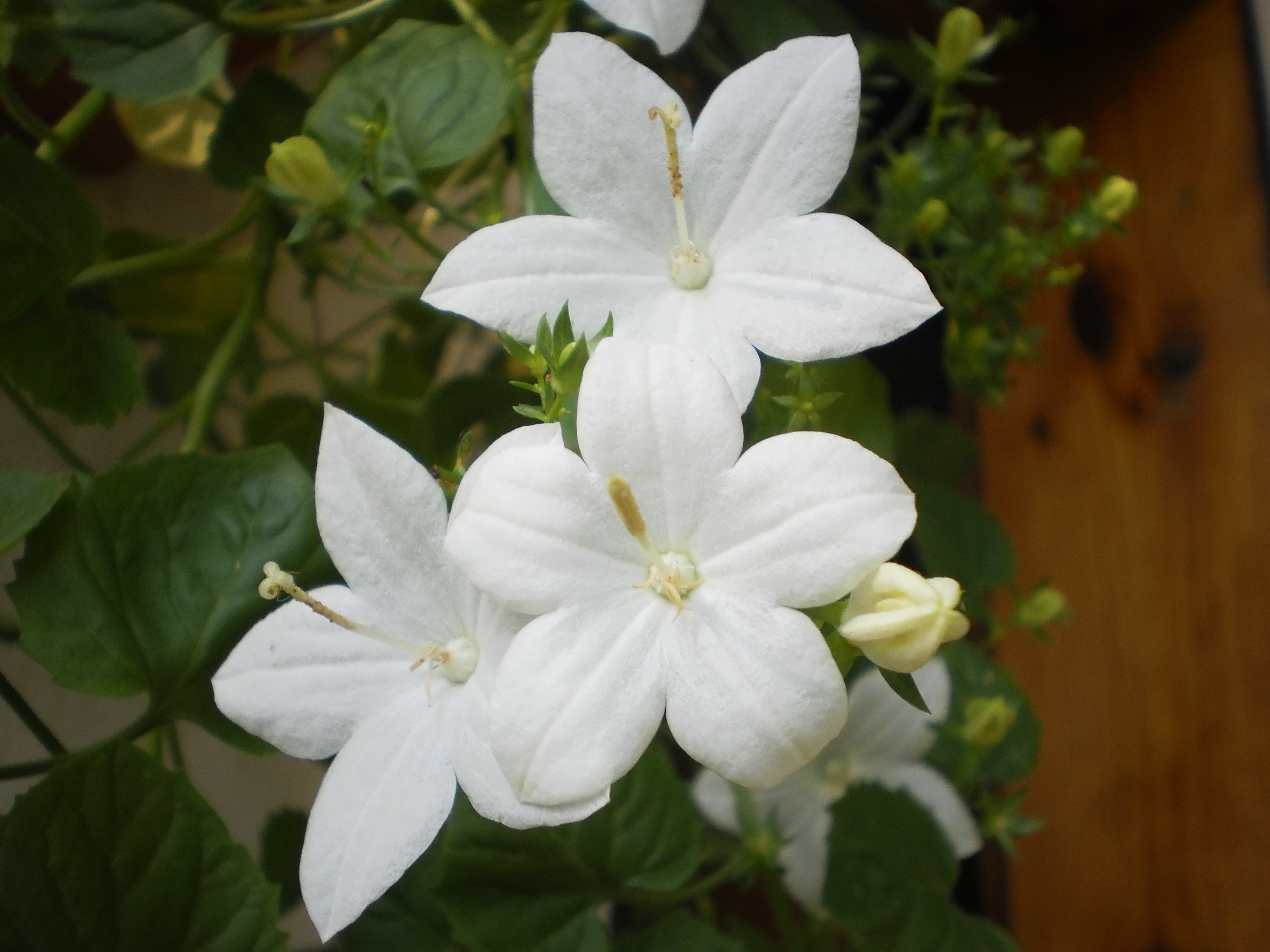
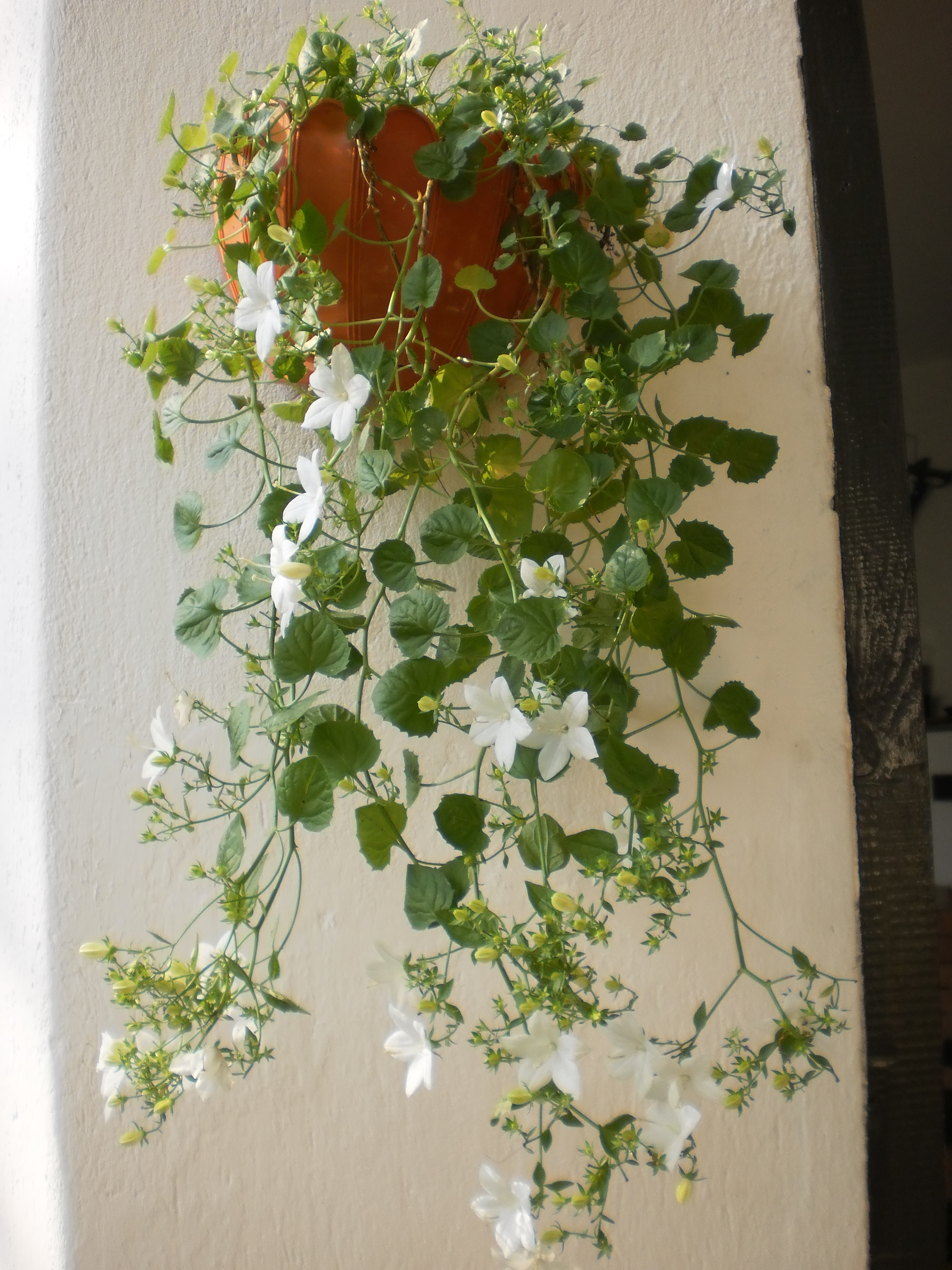
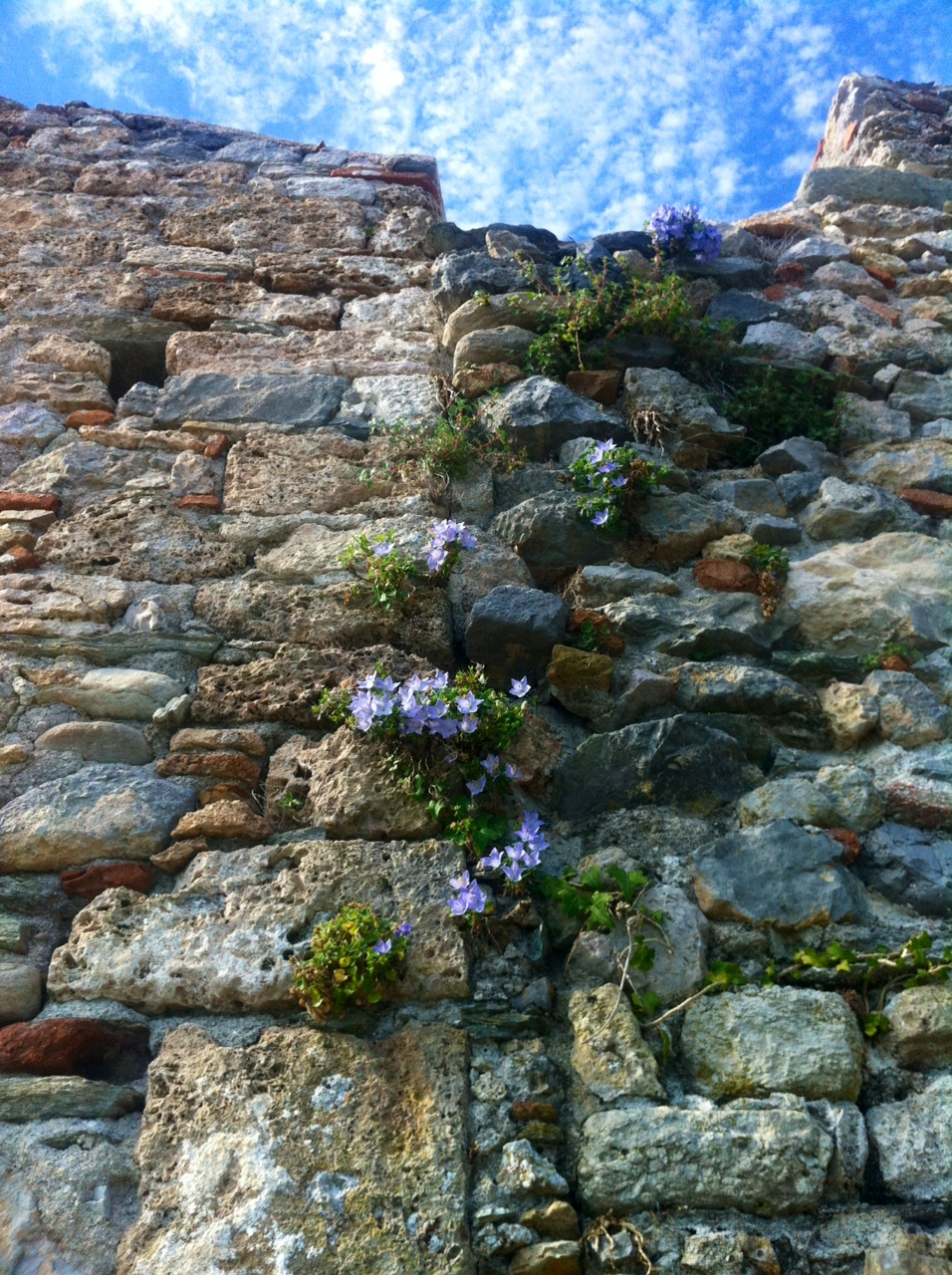